# Финогенов, Яков Иванович
Яков Иванович Финогенов — советский хозяйственный, государственный и политический деятель.

## Биография
Родился в 1904 году в Царицыне. Член КПСС.
Окончил (1930) Ленинградский электротехнический институт им. В.И. Ульянова (Ленина).
С 1930 года — на хозяйственной, общественной и политической работе. В 1930—1968 гг. — инженер, главный инженер проекта, заместитель управляющего — главный инженер Ленинградского отделении института «Теплоэлектропроект», заместитель главного инженера строительства Дубровской ГРЭС, — главный инженер треста «Севэнергомонтаж», главный инженер, управляющий строительно-монтажного треста «Севэнергострой», заместитель председателя Государственного производственного комитета по энергетике и электрификации СССР, первый заместитель министра энергетики и электрификации СССР.
Умер в Москве в 1968 году. Похоронен на Новодевичьем кладбище (7 уч. 5 ря).